# Конституционный строй
Конституционный строй — система социальных, экономических и политико-правовых отношений, устанавливаемых и охраняемых конституцией и другими конституционно-правовыми актами государства.
Основным правовым источником, в котором закреплён конституционный строй государства, является его конституция.
Конституционный строй не следует отождествлять с государственным строем. В отличие от последнего, он всегда предполагает наличие в государстве конституции.
Решение споров, связанных с конституционным строем государства, как правило, относится к исключительной компетенции специальных органов конституционного контроля (например, конституционных судов), однако в ряде случаев правом толкования конституции наделяется непосредственно законодательный орган.

## Исключительные признаки конституционного строя демократического государства
Необходимыми признаками конституционного строя в демократическом государстве являются:
- народный суверенитет  — исключительное право народа как основного носителя власти;
- разделение власти на законодательную, исполнительную, судебную ветви;
- нерушимость и неотчуждаемость общепризнанных прав и свобод человека.